# Deutscher Turn- und Sportverein
Der Deutsche Turn- und Sportverein (meist nur abgekürzt DTS) ist ein seit 1961 bestehender Sportverein in der namibischen Hauptstadt Windhoek. Er wurde als Verein der Deutschnamibier gegründet und hat im Oktober 2023 rund 1000 Mitglieder.
Der Verein bietet auf eigenem Sportgelände die Sportarten Beachvolleyball, Eisstock, Faustball, Fußball, Futsal, Hockey, Inlinehockey, Tennis und Volleyball an. Besonders erfolgreich sind die Mannschaft im Inlinehockey (Kamikaze) und Beachvolleyball. Der Verein stellt eine Zweitliga-Fußballmannschaft.
Der DTS ist Sponsor und Gastgeber bei sechs von sieben Turnieren der nationalen Beachvolleyball-Liga „DTS Beach Series“ und verfügt über die modernste Inlinehockeyhalle des Landes.
Der DTS ist alljährlich Veranstalter des „Volleyball for All“ Turniers, dem größten Amateursportevents in Namibia mit bis zu 240 Mannschaften.
Vorsitzender ist (Stand Dezember 2022) Axel Dainat.

## Fußball
Die Fußballmannschaft der Herren spielte in der Saison 2023/24 in der zweitklassigen Namibia First Division, stieg aber als 12. und Letzter ab.